# Mount Carmel (Ohio)
Mount Carmel és una concentració de població designada pel cens dels Estats Units a l'estat d'Ohio. Segons el cens del 2000 tenia 4.308 habitants.

## Demografia
Segons el cens del 2000, Mount Carmel tenia 4.308 habitants, 1.702 habitatges, i 1.172 famílies. La densitat de població era de 990,1 habitants/km².
Dels 1.702 habitatges en un 34,5% hi vivien nens de menys de 18 anys, en un 51,2% hi vivien parelles casades, en un 12,6% dones solteres, i en un 31,1% no eren unitats familiars. En el 25% dels habitatges hi vivien persones soles el 6,9% de les quals corresponia a persones de 65 anys o més que vivien soles. El nombre mitjà de persones vivint en cada habitatge era de 2,53 i el nombre mitjà de persones que vivien en cada família era de 3,04.
Per edats la població es repartia de la següent manera: un 26,2% tenia menys de 18 anys, un 10,3% entre 18 i 24, un 32,1% entre 25 i 44, un 21,2% de 45 a 60 i un 10,1% 65 anys o més.
L'edat mediana era de 34 anys. Per cada 100 dones de 18 o més anys hi havia 95,7 homes.
La renda mediana per habitatge era de 36.382 $ i la renda mediana per família de 41.996 $. Els homes tenien una renda mediana de 35.904 $ mentre que les dones 25.496 $. La renda per capita de la població era de 17.393 $. Aproximadament el 8,8% de les famílies i el 9,3% de la població estaven per davall del llindar de pobresa.

## Poblacions més properes
El següent diagrama mostra les poblacions més properes.